# Anopheles dunhami
Anopheles dunhami este o specie de țânțari din genul Anopheles, descrisă de Ottis Robert Causey în anul 1945. Conform Catalogue of Life specia Anopheles dunhami nu are subspecii cunoscute.